# Afro-punk
Afro-punk (vaak Afropunk of AfroPunk gespeld) verwijst naar de participatie van Afro-Amerikanen en zwarten in de punksubcultuur en alternatieve rock. Afro-punks waren een kleine minderheid in de Noord-Amerikaanse punkscene. Ze zijn ook aanwezig in Afrika en andere zwarte regio's met een bestaande punkscene. Er zijn verschillende bands met zwarte leden en enkele met volledig zwarte bezetting.
Belangrijke bands met een link aan de afro-punk zijn Bad Brains, Fishbone, Dead Kennedys, Suicidal Tendencies, Santigold en Time Again. Afro-punk werd een beweging, vergelijkbaar met queercore uit de homowereld en vrouwen in de riot grrrl-scene.